# اقتصاد دسترسی
اقتصاد دسترسی (به انگلیسی Access economy) بخشی از اقتصاد است که در مدل کسب و کار آن دسترسی به عرضه و تقاضای خدمات و کالاها تسهیل می‌شود و خود امر تسهیل دسترسی از طریق ابزارهای رایانه‌ای به یک کسب و کار مجزا تبدیل می‌شود. در این مدل‌های کسب و کار کالاها و خدمات به جای مالکیت؛ بر اساس «دسترسی» معامله می‌شوند: اقتصاد دسترسی به اجاره چیزها به‌طور موقت به جای فروش دائمی آنها اشاره دارد. این اصطلاح به عنوان اصلاحیه ای بر اصطلاح «اقتصاد تسهیمی» مطرح شد، چرا که بازیکنان بزرگ اقتصاد تسهیمی مانند: ایربی‌ان بی (Airbnb)، زیپکار و اوبر، شرکت‌های تجاری هستند که کسب و کارشان هیچگونه به اشتراک گذاری و تسهیم را در بر نمی‌گیرد.
این مدل برای اتصال عرضه‌کنندگان مایل به اجاره دارایی (به عنوان مثال آپارتمان برای اجاره یا خودرو خدمات حمل و نقل) با مصرف‌کنندگان اغلب از بستر فناوری مبتنی بر تلفن همراه استفاده می‌کند؛ این می‌تواند به کاهش نیاز به واسطه‌ها (به عنوان مثال سازمان‌های کسب و کار مانند شرکت‌های تاکسی) بین تأمین‌کننده و مصرف‌کننده منجر شود. همچنین این بسترها می‌تواند برای اتصال کارفرمایان و کارگران در فرصت‌های شغلی کوتاه مدت استفاده شود و جایگزین بنگاه‌های سنتی خدمات استخدامی و روابط کارفرما-کارمند شوند. اقتصاد دسترسی در سال ۲۰۱۵ جنبشی حدوداً ۲۶ میلیارد دلار بوده‌است.
تعداد افراد درگیر در اقتصاد دسترسی به راحتی قابل سنجش نیست. «اقتصاد دسترسی» یا اقتصاد بنا به تقاضا (on demand economy) برخی چالش‌های تنظیم مقرراتی و سیاسی ایجاد می‌کند، مانند: تعریف ماهیت رابطه شغلی، طراحی مقرراتی برای حفاظت از طرفین معاملات، از دست رفتن مالیات و دسترسی به شرکت‌های بزرگ که از تغییر شرکت‌های کوچک محلی به سمت شرکت‌های بزرگ فناورانه از راه دور ختم می‌شوند و دور زدن مقررات محلی (مانند الزام رانندگان تاکسی به ارائه صندلی چرخدار).